# Bataille au large de Jaffna (2006)

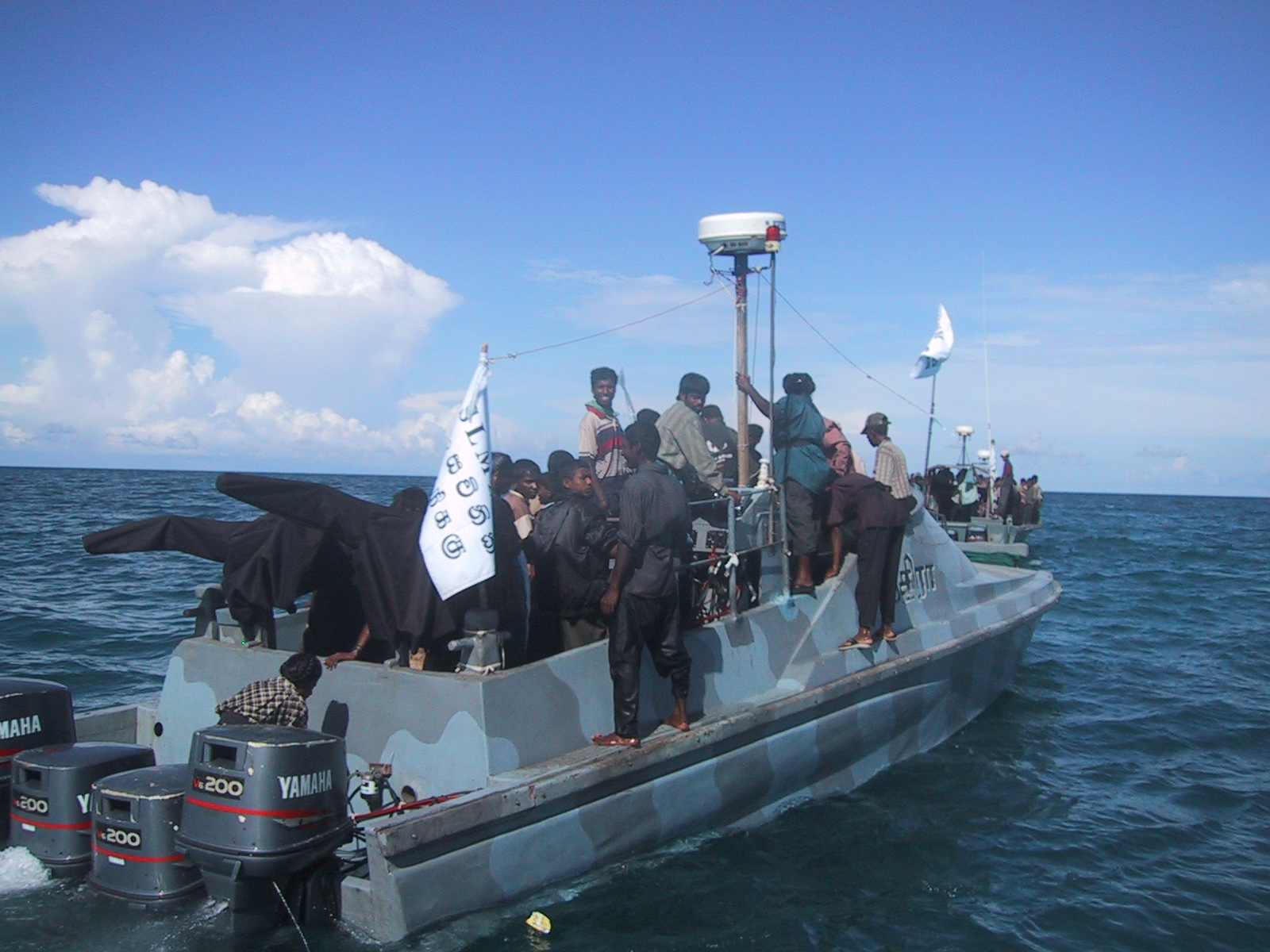
Vedette des "Sea Tigers" des Tigres Tamouls.

Pour les articles homonymes, voir Bataille au large de Jaffna.
Guerre civile du Sri Lanka
Batailles
- Bataille de Mullaitivu
- Bataille de Mullaitivu-Chalai
- Bataille au large de Mullaitivu
- Première bataille au large de Jaffna
- Bataille de Pesalai-Thalaimannar
- Bataille du lagon de Kalpitya
- Bataille au large de Pulmoddai
- Combat de Colombo
- Opération Ellalan
- Seconde bataille au large de Jaffna
- Bataille de Kilinochchi

La bataille au large de Jaffna est une bataille navale livrée le 11 mai 2006, au large de Jaffna près du village de Vettilaikerni, dans l'océan Indien, entre la marine du Sri Lanka et les indépendantistes Tamouls lors de la guerre civile du Sri Lanka.
Cette bataille est la plus sévère livrée entre le gouvernement de Colombo et les combattants des Tigres de libération de l'Îlam tamoul depuis 2002. Les faits sont contradictoires et conjecturaux ; cependant, il semble qu'un navire gouvernemental, le Pearl Cruise II, transportant 710 hommes de troupe, escorté par plusieurs vedettes et faisant route de Trincomalee à Jaffna, dans le nord-est du Sri Lanka, ait été attaqué au large de Jaffna par une quinzaine de navires rapides tamouls et parmi lesquels il y avait des bateaux-suicides.
Les vedettes ont immédiatement engagé le combat pour protéger le transport et dans l'affrontement qui suivit, l'une d'elles (classe Dvora de fabrication israélienne) a été coulée par un bateau-suicide. La suite du combat aurait tourné à la défaite des Tamouls puisque selon le gouvernement, entre trois et cinq navires auraient été détruits et le reste mis en fuite. Les autorités tamoules quant à elles contestent l'agression contre le Pearl Cruise II et soutiennent que leurs navires effectuaient des manœuvres au large de Jaffna, lorsque la marine sri lankaise les a attaqués. Elles ne nient pas la destruction de la vedette gouvernementale, mais n'admettent pas la défaite de leur escadre.
Toujours est-il que 17 marins sri lankais sont morts lors de cet engagement, ce qui ne paraît pas contesté. En revanche, Colombo prétend qu'une cinquantaine de Tamouls auraient été tués, alors que les Tamouls soutiennent n'avoir eu que quatre morts.
À la suite de cette bataille, l'aviation sri lankaise lança des raids de représailles contre les Tamouls. Ces derniers affirment que des objectifs civils auraient été délibérément visés, ce que nient sans surprise leurs ennemis.